# Masters de Alemania
El Masters de Alemania (nombre oficial a partir de 2007: Campeonato Mercedes-Benz) fue un torneo masculino de golf que se celebró en Alemania desde 1987 hasta 2009. Rivalizaba con el Abierto Internacional BMW como el principal evento de golf en Alemania.
La bolsa de premios alcanzó los 3 millones de euros en 2005, por lo que fue uno de los torneos europeos más ricos de la European Tour. La nueva fecha del renombrado torneo de septiembre, coincidente con el Tour Championship, le hizo perder buena parte de los golfistas de élite, de manera que la cifra bajó a los 2 millones de euros actuales.
La sede del Masters de Alemania fue Stuttgart desde la primera edición hasta 1993, Berlín entre 1994 y 1997 y el Golf Club Gut Lärchenhof en Pulheim, cerca de Colonia, a partir de 1998.

## Ganadores
| Año  | Golfista            | Golpes         |
| ---- | ------------------- | -------------- |
| 2009 | James Kingston      | 275 (-13)PO    |
| 2008 | Robert Karlsson     | 275 (-13)      |
| 2007 | Søren Hansen        | 271 (-17)      |
| 2006 | No se disputó.      | No se disputó. |
| 2005 | Retief Goosen       | 268 (-20)      |
| 2004 | Pádraig Harrington  | 275 (-13)      |
| 2003 | K.J. Choi           | 262 (-26)      |
| 2002 | Stephen Leaney      | 266 (-22)      |
| 2001 | Bernhard Langer     | 266 (-22)      |
| 2000 | Michael Campbell    | 197 (-19)*     |
| 1999 | Sergio García       | 277 (-11)PO    |
| 1998 | Colin Montgomerie   | 266 (-22)      |
| 1997 | Bernhard Langer     | 267 (-21)      |
| 1996 | Darren Clarke       | 264 (-24)      |
| 1995 | Anders Forsbrand    | 264 (-24)      |
| 1994 | Seve Ballesteros    | 270 (-18)PO    |
| 1993 | Steven Richardson   | 271 (-17)      |
| 1992 | Barry Lane          | 272 (-16)      |
| 1991 | Bernhard Langer     | 275 (-13)PO    |
| 1990 | Sam Torrance        | 272 (-16)      |
| 1989 | Bernhard Langer     | 276 (-12)      |
| 1988 | José María Olazábal | 279 (-9)       |
| 1987 | Sandy Lyle          | 278 (-10)PO    |